# سالوادور (فیلم ۱۹۸۶)
سالوادور (به انگلیسی: Salvador) یک فیلم جنگی و درام آمریکایی محصول ۱۹۸۶ به نویسندگی و کارگردانی الیور استون است. جیمز وودز در نقش ریچارد بویل، در کنار جیم بلوشی، مایکل مورفی و الپیدیا کاریو، همراه با جان سوج و سینتیا گیب در نقش‌های فرعی بازی می‌کنند. استون با همکاری ریچارد بویل فیلمنامه را نوشته‌است.
این فیلم داستان یک روزنامه‌نگار آمریکایی را روایت می‌کند که جنگ داخلی سالوادور را پوشش می‌دهد و در حالی که تلاش می‌کند دوست دخترش و فرزندانش را نجات دهد، با FMLN و دیکتاتوری نظامی جناح راستی درگیر می‌شود. این فیلم به شدت نسبت به انقلابیون جناح چپ ابراز همدردی می‌کند و به شدت از دیکتاتوری نظامی مورد حمایت ایالات متحده انتقاد می‌کند و بر قتل چهار راهبه کاتولیک آمریکایی از جمله ژان دونوان و ترور اسقف اعظم اسکار رومرو توسط جوخه‌های مرگ تمرکز دارد. این فیلم نامزد دو جایزه اسکار شد: بهترین بازیگر نقش اول مرد (وودز) و بهترین فیلمنامه، فیلمنامه نوشته شده مستقیم برای فیلم (استون و بویل).

## بازخوردها
- این فیلم در گیشه موفق نبود و در مجموع ۱۵۰۰٫۰۰۰ دلار در ایالات متحده فروش کرد.
- تا سپتامبر ۲۰۲۲، سالوادور در راتن تومیتوز بر اساس ۲۹ بررسی با میانگین امتیاز ۷٫۷ از ۱۰ و اجماع، امتیاز ۹۰ درصدی را به خود اختصاص داده‌است: «علیرغم روایت تا حدی نامرتب، سالوادور الیور استون یک درام سیاسی زنده و قدرتمند است که داستان را به نمایش می‌گذارد. لحن اولیه برای پروژه‌های آتی به همین ترتیب تحریک آمیز بود.»[۴]